# Ambassador Theatre (New York)
Ambassador Theatre är en Broadwayteater på adressen 219 West 49th Street mellan Broadway och Eighth Avenue, Manhattan.
Teatern är ritad av arkitekt Herbert J. Krapp åt The Shubert Organization. Byggnaden har blivit utsedd som ett landmärke i New York City av New York City Landmarks Preservation Commission.
Teatern invigdes 11 februari 1921 med musikal The Rose Girl. The Shuberts sålde fastigheten 1935, och den användes under de följande två decennierna som biograf och TV-studio åt NBC och DuMont Television Network. "The Shuberts" blev 1956 återigen ägare till teatern och återställde verksamheten till teater.

## Uppsättningar i urval
- 1921: The Rose Girl, premiärföreställning 11 februari 1921;
- 1955: Anne Franks dagbok
- 1971: Ain't Supposed to Die a Natural Death
- 1977: Godspell
- 1980: Division Street, med John Lithgow och Christine Lahti i rollerna (21 föreställningar)
- 1985: Leader of the Pack
- 1987: Dreamgirls (nypremiär)
- 1996: Bring in 'da Noise, Bring in 'da Funk med Savion Glover
- 1999: It Ain't Nothin' But the Blues; You're a Good Man, Charlie Brown
- 2000: The Ride Down Mt. Morgan
- 2001: A Class Act
- 2002: Topdog/Underdog
- 2003 till idag: Chicago